# Розтріщеник скупчений
Розтріщеник скупчений (Schistidium confertum) — вид мохів порядку гріміальних (Grimmiales).

## Поширення
Батьківщиною є Європа, Африка, Північна Америка, Південна Америка, Азія, Австралія.
Населяє скелі в дещо затінених біотопах; на висотах від 1000 до 3200 м.

## Характеристика
Рослини в компактних, часто плоских подушках або пучках, оливкових, коричневих або жовто-коричневих, рідко майже чорних. Стебла 0.3–1.2(2) см. Листки прямі, іноді злегка зігнуті, від яйцеподібно-ланцетних до яйцювато-трикутних, 0.8–1.8(2) мм; краї загнуті в медіальних відділах, зазвичай менш загнуті з одного боку листка, рідко плоскі; верхівки зазвичай гострі, тупуваті. Статевий стан автоіктичний (чоловічі й жіночі органи на одній рослині, але на окремих гілках). Коробочка жовто-коричнева чи світло-червонувато-коричнева, короткоциліндрична, рідше дзвінчаста, рідко з віком стає дрібносмугованою, (0.5)0.7–1 мм. Спори 8–12 мкм, гладкі чи зернисті. Коробочки дозрівають від пізньої весни до початку літа.